# Доминик да Силва
Доминик Да Силва (род. 16 августа 1989, Нуакшот, Мавритания) — сенегальско-мавританский футболист, нападающий малайзийского клуба «Тренгану».

## Клубная карьера
Доминик Да Силва родился в Нуакшоте. В 2007 перешёл из Футбольной академии Нуакшота в тунисский «Сфаксьен». Во втором сезоне за этот клуб забил 4 мяча в 10 матчах чемпионата Туниса. В сезоне 2009/10 забил три мяча, а в следующем — два.
В январе 2011 «Аль-Ахли» приобрел Да Силву за 600 тысяч долларов. Забив четыре мяча за оставшуюся часть сезона, помог «Аль-Ахли» победить в чемпионате.

## Карьера в сборной
Дебютировал в сборной Мавритании в 2007 году. Свой первый гол провел в ворота сборной Марокко в 2008.

## Достижения
Сфаксьен
- Кубок Туниса по футболу: 2009

Аль-Ахли
- Чемпион Египта (1): 2010/11
- Суперкубок Египта: 2010, 2011
- Лига Чемпионов КАФ: 2012, 2013